# Солар
«Со́лар» – российская группа компаний, специализирующаяся на предоставлении услуг и сервисов в области информационной безопасности, разработке собственных ИБ-продуктов, обучении ИБ-специалистов, аналитике и исследовании киберинцидентов. Входит в кластер информационной безопасности группы ПАО «Ростелеком». С сентября 2023 года работает под двумя брендами — «Солар» (Solar) (для работы с коммерческим сегментом) и «Ростелеком — информационная безопасность» (для работы с госструктурами).
Решения ГК «Солар» обеспечивают безопасность более 1 000 организаций из ключевых отраслей экономики: государственного, нефтегазового, энергетического, промышленного, транспортного и других секторов. Среди клиентов такие компании как Трубная Металлургическая Компания, Тинькофф, Федеральная пассажирская компания, Концерн Калашников, Росатом, Wildberries, Сбер, федеральные и региональные органы власти.
Компания сотрудничает с Национальным координационным центром по компьютерным инцидентам (НКЦКИ) в рамках центра раннего выявления киберугроз JSOC CERT, является участником международного ИБ-сообщества FIRST (Forum of Incident Response and Security Teams), представлены командой RTSCERT, участником Консорциума исследований безопасности технологий искусственного интеллекта (ИИ).
Лауреат «Премии Рунета» в 2019 году. Участник рейтинга CNews «Крупнейшие компании России в сфере защиты информации». Входит в топ-5 сервис-провайдеров в Европе и топ-15 в мире по данным iKS-Consulting, в топ-1 в российском коммерческом сегменте сервисов ИБ по оценке агентства Б1.

## Основная деятельность
Сервисы ГК «Солар»:
- Сервисы и услуги Центра противодействия кибератакам Solar JSOC[19],
- Единая платформа сервисов кибербезопасности Solar MSS[20], в которую входят:
  - Сервис по защите от сетевых угроз (UTM)[21],
  - Сервис по защите веб-приложений (WAF)[22],
  - Сервис защиты от DDoS-атак[23],
  - Сервисы по защите каналов связи (ГОСТ VPN, ГОСТ TLS)[24],
  - Сервис защиты от продвинутых угроз (Sandbox)[25],
  - Сервис контроля уязвимостей[26],
  - Сервис по управлению навыками ИБ (Security Awareness)[27],
  - Сервис защиты электронной почты (SEG)[28].
- Облачная платформа Solar Space[29] для защиты веб-ресурсов среднего и малого бизнеса по подписке.

Продукты ГК «Солар»:
- DLP-система Solar Dozor[30] (ранее Дозор-Джет[31]),
- Решение для проверки безопасности исходного кода со встроенными технологиями декомпиляции и деобфускации Solar appScreener[32]
- Российская IGA-платформа Solar inRights[33],
- PAM-система Solar SafeInspect[34],
- Шлюз веб-безопасности Solar webProxy[35],
- Межсетевой экран нового поколения Solar NGFW[36],
- Решение для управления неструктурированными данными Solar DAG[37],
- Программная платформа для организации киберучений Solar CyberMir[38].

Услуги
«Солар» как архитектор комплексной безопасности предлагает заказчикам услуги, которые формируют в организации клиента системный подход к построению единой киберустойчивой ИБ-инфраструктуры и тем самым содействуют стабильному развитию бизнеса.
- Аудит и анализ цифровых активов компании,
- Разработка вендоронезависимой технической и процессной архитектуры кибербезопасности,
- Разработка дорожной карты развития архитектуры,
- Подбор подрядчиков и поиск технических решений,
- Оркестрация участников проекта,
- Контроль реализации проектов ИБ,
- Обучение персонала заказчика.

«Солар» предоставляет услуги «наступательной безопасности» для организаций разного уровня зрелости ИБ:
- Тестирование на проникновение (пентест),
- Анализ защищенности,
- Red Teaming (киберучения),
- Кибероперации (Adversary Emulation).

Также компания предоставляет услуги консалтинга, сопровождения запуска и развития собственного центра кибербезопасности (SOC) клиента и оценки зрелости SOC.
Центр исследования киберугроз Solar 4RAYS
В 2023 году «Солар» сообщил о создании центра исследований киберугроз Solar 4RAYS, который объединил экспертизу специалистов, данные внутренних исследований, телеметрию собственных сервисов и внешних баз Threat Intelligence. Центр ежедневно анализирует более 200 млрд ИБ-событий и более миллиона действий злоумышленников, зарегистрированных глобальной сетью сенсоров и ханипотов. Полученные данные ложатся в основу крупнейшей базы данных о техниках и инструментах киберпреступников
Развитие навыков ИБ-специалистов
«Солар» проводит киберучения для специалистов по информационной безопасности на собственном киберполигоне, построенном на платформе Solar CyberMir. Киберполигон моделирует работу предприятий ключевых отраслей российской экономики: платформа включает готовые типовые IT-инфраструктуры для семи сегментов экономики: корпоративный офис, финансовый сектор, генерация и передача электроэнергии, добыча и транспортировка нефти и газа, телеком-инфраструктура. Помимо учений, на киберполигоне проводятся соревнования по кибербезопасности регионального, национального и международного масштабов.

## Инвестиции и активы под управлением
В августе 2020 года «Солар» сообщил о приобретении 49% акций старейшего системного интегратора на российском рынке, компании «ЭЛВИС-ПЛЮС», основателем которой является Александр Галицкий с целью укрепить позиции компании на российском рынке системной интеграции.
В 2022 году компания объявила о намерении развивать неорганические инструменты роста, в том числе направить 22 млрд рублей на инвестиции в перспективные технологии информационной безопасности и собственные разработки. Первой сделкой стало создание совместного предприятия с Центром безопасности информации (ЦБИ) — «Солар ТЗИ» для защиты компаний, работающих с гостайной.
Также в 2022 году продукты для управления доступом привилегированных пользователей, Solar SafeInspect и Solar Safeconnect, стали частью портфеля ГК «Солар» в результате сделки с компанией «Новые технологии безопасности» (НТБ).
В 2024 году «Солар» завершил четыре сделки M&A:
- приобрел долю компании-разработчика решений по повышению киберграмотности Secure-T (основной продукт обучающая платформа Security Awareness)[48],
- приобрел 100% второй по величине компании на рынке пентеста России Digital Security и добавил в портфель решение для безопасности SAP-систем ERPСкан[49],
- довел до 100% долю владения компанией «ЭЛВИС-ПЛЮС» для усиления своей команды инженерами с экспертизой в области разработки продуктов и интеграции решений на рынке информационной безопасности[50],
- инвестировал в разработчика средств безопасности контейнеров Kubernetes, компанию Luntry[51].

В октябре 2024 года ГК «Солар» создала Solar Ventures, первый в России отраслевой венчурной фонд в сфере ИБ для синдицированных сделок с участием крупных компаний, фондов, также бизнес-ангелов. По заявлению компании, миссия Solar Ventures — способствовать выходу на российский рынок молодых компаний в сфере ИБ, которые в будущем смогут сдать объектами сделок M&A.
В 2025 году «Солар» приобрел долю в «Гефест Технолоджиз», российском разработчике платформы мониторинга и реагирования на инциденты информационной безопасности, и объявил о планах развивать собственную SIEM платформу.
CyberStage
Параллельно со своей инвестиционной деятельностью ГК «Солар» с февраля 2024 года развивает программу поддержки предпринимателей в области информационной безопасности и смежных направлений CyberStage. Программа помогает продуктовым командам дойти до стадии зрелости, привлечь инвестиции и клиентов, сформировать ценностное предложение, предлагая ресурсную, информационную и экспертную поддержку, в том числе в партнерстве с 15 другими акселераторами, фондами и институтами развития. Менторами выступают специалисты «Солара» и сторонние эксперты в составе Advisory Board — комьюнити ИТ-лидеров. За первый год резидентами CyberStage стали 40 компаний, около 10 компаний находятся в процессе привлечения инвестиций.
Эксперты CyberStage разработали и представили рынку интерактивный аналитический инструмент CyberStage Matrix, который систематизирует информацию о малых и средних организациях, разрабатывающих решения в сфере кибербезопасности, и классифицирует продукты по 44 типам технологий и 7 нишам. Ресурс призван повысить прозрачность рынка и помочь вендорам, заказчикам и инвесторам находить друг друга.

## История
В апреле 2015 года компания «Инфосистемы Джет» объявила о создании независимой компании Solar Security, которая аккумулировала в себе бизнес по разработке ИБ-продуктов и аутсорсинговую ИБ-экспертизу. Генеральным директором новой компании стал Игорь Ляпунов, а ее ключевой задачей было заявлено развитие сервисной модели информационной безопасности на базе первого и крупнейшего в стране коммерческого Центра мониторинга и реагирования на кибератаки Solar JSOC.
В 2015 компания фокусировалась на расширении продуктового предложения и клиентского портфеля. Компания продолжила развивать сервисы Solar JSOC, продукты DLP-систему Solar Dozor и IdM‑систему Solar inRights, созданные еще до 2015 года, а также был запущен анализатор кода Solar appScreener (ранее Solar inCode) для безопасной разработки. На этом этапе развития среди знаковых проектов компании насчитываются защита национальной платежной системы, российского сегмента Чемпионата мира по футболу и участие в создании центров ГосСОПКА.
В мае 2018 года «Ростелеком» приобрел 100% акций компании Solar Security за 1,5 млрд. рублей с целью создания на ее основе кластера информационной безопасности. Новая компания получила название «Ростелеком-Солар», а в ее зону ответственности вошла защита ключевых государственных проектов и структур: портал «Госуслуги», экономические форумы, мероприятия с участием первых лиц, выборная инфраструктура, федеральные и региональные органы власти. В свою очередь, сделка дала «Ростелеком-Солар» доступ к крупнейшей телеком-инфраструктуре страны — уникальному источнику знаний об атакующих, их методах и техниках, что обеспечивает компании высококачественную обновляемую базу знаний и экспертизы, которая используется в разработке продуктов и сервисов.
Совместно с ПАО «Ростелеком» была запущена экосистема управляемых сервисов ИБ по подписке — Solar MSS. Параллельно с развитием сервисной модели с 2021 года компания реализует стратегию по укреплению своих позиций в вендорском сегменте рынка. Среди флагманских решений — Solar Dozor, шлюз веб-безопасности Solar webProxy, межсетевой экран нового поколения Solar NGFW, Solar inRights, PAM-система Solar SafeInspect, Solar appScreener, образовательная платформа Solar CyberMir и другие.
В 2022 году в связи с резким ростом количества и мощности атак, обрушившихся на российские компании, а также уходом с рынка зарубежных поставщиков информационной безопасности, клиентская база компании значительно выросла. Получила развитие сервисная модель информационной безопасности, в которой провайдер берет на себя ответственность за конечный результат и роль архитектора комплексной кибербезопасности.
В сентябре 2023 года в рамках трансформации бизнеса компания выделила бренды «Солар» для работы с коммерческим сегментом и «Ростелеком — информационная безопасность» для работы с госструктурами. Другими результатами трансформации стали оптимизиция корпоративной структуры, управленческой модели, запуск центра исследования киберугроз Solar 4RAYS, дополнение продуктового предложения услугой управленческого консалтинга.
В 2024 году «Солар» активно расширял продуктовый портфель и вышел в новые сегменты рынка: запущена облачная платформа Solar Space, ориентированная на малый и средний бизнес, совместные B2C-решения с ПАО «Ростелеком» и его дочерними предприятиями — сервис проверки на утечки персональных данных и безопасный интернет.
Сегодня «Солар» продолжает развивать сервисное и вендорское направления, выступая архитектором комплексной кибербезопасности. В команде более 2 500 специалистов. Клиентами компании является более 1 000 организаций из ключевых отраслей экономики: государственного, нефтегазового, энергетического, промышленного, транспортного и других секторов.

## География
Компания имеет два представительства в Москве (в т.ч. головной офис), по одному – в Нижнем Новгороде, Самаре, Хабаровске, Ростове-на-Дону, Томске, Санкт-Петербурге.

## Санкции
14 сентября 2023 года, в ответ на российское нападение на Украину,«Солар Секьюрити» включена в блокирующий санкционный список США против технологического сектора экономики России.